# Izmény
Izmény je vas na Madžarskem, ki upravno spada pod podregijo Bonyhádi Županije Tolna.